# Hein Htet Aung
Hein Htet Aung (birmanisch ဟိန်းထက်အောင်; * 5. Oktober 2001 in Bago) ist ein myanmarischer Fußballspieler.

## Karriere

### Verein
Nach seiner Zeit in der Myanmar Football Academy Mandalay stand Hein Htet Aung von 2018 bis 2020 bei Hanthawaddy United unter Vertrag und wurde dort in seiner letzten Saison Vizemeister der Myanmar National League. Im Januar 2021 wechselte der Stürmer weiter nach Malaysia und schloss sich dort dem Erstligisten Selangor FC an. Am 26. November 2022 stand er mit Selangor im Finale des Malaysia Cup. Hier unterlag man dem Johor Darul Ta’zim FC mit 2:1. Bei Selangor stand er bis Juli 2023 unter Vertrag. Für den Klub bestritt er 43 Erstligaspiele. Am 1. August 2023 wechselte er zum ebenfalls in der ersten Liga spielenden Negeri Sembilan FC.

### Nationalmannschaft
Nachdem Hein Htet Aung bereits für diverse myanmarischen Jugendauswahl aktiv gewesen war, gab er am 5. Dezember 2021 auch sein Debüt für dessen A-Nationalmannschaft. Beim Gruppenspiel der Südostasienmeisterschaft gegen Gastgeber Singapur (0:3) wurde er in der 64. Minute ausgewechselt. Auch in den drei noch folgenden Turnierpartien kam er dort zum Einsatz, schied aber mit der Mannschaft bereits nach der Vorrunde aus.

## Erfolge
Selangor FC
- Malaysischer Pokalfinalist: 2022